# Beaussais
Beaussais foi uma comuna francesa na região administrativa da Nova Aquitânia, no departamento de Deux-Sèvres. Estendia-se por uma área de 15,75 km². Em 2010 a comuna tinha 1 031 habitantes (densidade: 65,5 hab./km²).
Em 1 de janeiro de 2013, passou a formar parte da nova comuna de Beaussais-Vitré.